# Anne Beaumanoir
Anne Beaumanoir (sinh ngày 30 tháng 10 năm 1923 - mất ngày 4 tháng 3 năm 2022) là một nhà thần kinh học người Pháp. Vì sự trợ giúp của bà cho người Do Thái ở Bretagne trong chiến tranh thế giới thứ hai, bà cũng như cha mẹ của bà được Yad Vashem công nhận là những người dân ngoại công chính. Là một chiến sĩ cộng sản có liên quan đến kháng chiến Pháp trong Thế chiến thứ hai, bà đã bị cầm tù vì đã ủng hộ Mặt trận giải phóng dân tộc Algérie trong chiến tranh Algérie.

## Tiểu sử

### Thuở nhỏ
Anne Beaumanoir sinh vào ngày 30 tháng 10 năm 1923, tại Bretagne, Guildo, Dinan, Côtes-d'Armor, Pháp, con gái của chủ nhà hàng Jean và Marthe Beaumanoir.

### Chiến tranh thế giới thứ hai
Trong Chiến tranh thế giới thứ hai, Beaumanoir là một sinh viên y khoa và là một thành viên chiến đấu bí mật của Đảng Cộng sản Pháp. Cha mẹ bà thường xuyên gửi bưu kiện thực phẩm cho bà thông qua bạn bè. Một ngày vào tháng 6 năm 1944 những người bạn này thông báo với bà rằng sẽ có một cuộc đột kích vào tối hôm sau tại quận 13 của Paris, và yêu cầu bà cảnh báo một người phụ nữ tên Victoria, người đang giấu một gia đình Do Thái. Mặc dù bà biết rằng Đảng Cộng sản tỏ vẻ không bằng lòng về các nhiệm vụ giải cứu trái phép, Beaumanoir đã tới căn hộ của Victoria để cảnh báo. Bà đã được đưa đến gia đình Lisopravski, và hai thành viên trẻ nhất của nó, con trai, Daniel, 16 tuổi, và con gái, Simone, 14 tuổi, đồng ý đi với bà.
Bà đưa họ đến một nơi ẩn náu nơi một số thành viên kháng chiến Pháp đang ở. Ngay sau khi nó bị Gestapo tấn công, nhưng hai thanh thiếu niên đã trốn thoát khỏi các mái nhà cùng với thủ lĩnh của nhóm kháng chiến. Beaumanoir không ở Paris vào thời điểm đó, nhưng khi bà trở về, bà đi tìm những đứa trẻ từ nơi ẩn nấp tạm thời nơi họ đang ở, và đưa họ đến sống với cha mẹ bà tại nhà của họ ở Dinan.
Ở Dinan, cha bà, Jean Beaumanoir, bị cảnh sát thẩm vấn, nghi ngờ rằng ông ta là một thành viên của kháng chiến, nhưng đã được thả ra vì thiếu bằng chứng. Mẹ bà, Marthe Beaumanoir, giấu hai đứa trẻ ở những địa điểm khác nhau trong một hai tuần, nhưng hai vợ chồng sau đó giữ chúng ở nhà của họ trong một năm. Sau chiến tranh, hai đứa trẻ vẫn liên lạc với Beaumanoir và cha mẹ bà.

### Sau chiến tranh
Beaumanoir trở lại việc học y khoa của bà ở Marseille. Bà đã trở thành một giáo sư thần kinh học, và kết hôn với một bác sĩ. Bà rời Đảng Cộng sản năm 1955. Tại Marseilles, bà gặp các linh mục công nhân và trở nên quen thuộc với công việc xã hội của họ trong số những người Algeria ở đó. Bà trở về Paris, nơi bà trở thành một nhà nghiên cứu y học. Bà đứng về phía Mặt trận giải phóng dân tộc Algérie (FLN) trong chiến tranh Algérie, và bị bắt vào tháng 11 năm 1959 và bị kết án mười năm tù giam.
Tù tại nhà tù Baumettes, ban đầu, Beaumanoir bị giam giữ một mình, nhưng sau đó được giao nhiệm vụ dạy các tù nhân cách đọc và viết, và viết thư cho họ. Vì bà mang thai, bà đã được tạm thời thả sau khi phục vụ tám tháng để sinh con. Sau khi sinh con trai, bà đã trốn sang Tunisia, nơi bà tham gia FLN, phục vụ như một bác sĩ phẫu thuật thần kinh dưới quyền Frantz Fanon. Sau khi Hiệp định Évian chấm dứt Chiến tranh Algeria, Beaumanoir đã làm việc cho Bộ Y tế trong chính phủ Ahmed Ben Bella. Khi ông bị lật đổ vào năm 1965, bà đã trốn sang Thụy Sĩ, nơi bà trở thành giám đốc khoa sinh lý học thần kinh của Bệnh viện Đại học Geneva.
Hiện bà đã nghỉ hưu, và sống một thời gian ở quê nhà của bà Saint-Cast-le-Guildo ở Brittany, và một số thời gian ở Dieulefit[, Drôme. Bà đã kêu gọi tiếp nhận những người tị nạn Syria.

### Sự công nhận
Anne Beaumanoir được Yad Vashem công nhận là một trong những người dân ngoại công chính vào ngày 27 tháng 8 năm 1996, cùng với cha mẹ bà. Năm 2016, nhà báo và nhà làm phim tài liệu Denis Rober và con gái của ông, Nina Robert, đồng sản xuất một bộ phim tài liệu về cuộc đời của Beaumanoir có tiêu đề Une vie d'Annette.